# 纳尔祖洛·奥布洛穆罗多夫
纳尔祖洛·奈莫维奇·奥布洛穆罗多夫（1975年1月22日—）是一名烏茲別克斯坦的政治人物和科學家，他在2021年2月1日起擔任烏茲別克斯坦生態黨領導人。奥布洛穆罗多夫具有經濟學的博士學位，並擔任副教授，著作一系列教育方法學的書。
奥布洛穆罗多夫在烏茲別克斯坦2021年的總統選舉中擔任烏茲別克斯坦的總統候選人。

## 生平
奥布洛穆罗多夫出生於撒馬爾罕州烏爾古特區的一個教師家庭中，他後來就讀於塔什干的世界經濟外交大學，並於1996年。奥布洛穆罗多夫後於英國繼續其學業。2000年時，他在伯明罕大學完成了二年的國際經濟學課程。奥布洛穆罗多夫是一名科學家、經濟學家，在經濟學有博士學位，並為副教授。